# Rihem Ayari
Pour les articles homonymes, voir Ayari.
Rihem Ayari, née le 23 octobre 1998, est une lutteuse tunisienne.

## Carrière
Rihem Ayari remporte lors des championnats d'Afrique de lutte la médaille d'argent en moins de 69 kg en 2016 à Alexandrie , la médaille d'argent en moins de 76 kg en 2019 et la médaille de bronze en moins de 68 kg en 2020 à Alger. Elle compte aussi trois titres de championne d'Afrique junior en 2016, 2017 et 2018.